# Alfonso Delgado
Alfonso Roberto Delgado Marchi (San Miguel de Abona, 7 maggio 1986) è un calciatore spagnolo, attaccante dell'UniPomezia.

## Carriera
Ha giocato per la SPAL, il Potenza e in Serie A con la Lazio dove nella stagione 2003-2004 mette a segno un assist nel definitivo 2-1 per la Lazio all'Olimpico contro l'Inter mandando a rete Luciano Zauri.
Nell'agosto 2011, dopo un'esperienza con i rumeni dell'Universitatea Cluj, passa al Pergocrema. In seguito a problemi con il transfer dalla Romania, dopo un'estenuante attesa esordisce il 12 ottobre 2011 nella sfida vinta dai cremaschi contro il Siracusa per 2-0.
Il 2 gennaio 2012 risolve il contratto che lo legava alla squadra lombarda, e nelle stagioni successive viene ingaggiato da alcune formazioni laziali tra cui San Cesareo, Nuova S. Maria delle Mole e Palestrina.
Il 2 dicembre 2014 passa al Cynthia per affrontare con i castellani la seconda parte del campionato di Serie D 2014-2015.
Il 6 luglio 2015 passa al Trastevere per affrontare il Campionato di Serie D 2015-2016. Ad inizio 2016 si trasferisce al Serpentara Bellegra Olevano.
Importante per lui la stagione 2017-2018, nella quale gioca in Eccellenza Laziale tra le file dell'UniPomezia, con la quale vince la Coppa Italia Dilettanti, fase regionale.
Nel 2019 ritorna in Serie D venendo acquistato dalla Vis Artena, salvo poi tornare in Eccellenza, sempre all'UniPomezia, con la quale ottiene subito la promozione in Serie D.

## Palmarès

### Club

#### Competizioni giovanili
- Campionato Giovanissimi Nazionali: 1

Lazio: 2000-2001

#### Competizioni nazionali
- Coppa Italia: 1

Lazio: 2003-2004

#### Competizioni regionali
- Coppa Italia Dilettanti Lazio: 1

UniPomezia: 2017-2018
- Eccellenza: 1

UniPomezia: 2024-2025 (girone B)